# ВНИИсинтезбелок
Всесоюзный научно-исследовательский институт биосинтеза белковых веществ или же ВНИИсинтезбелок, ныне ГосНИИсинтезбелок — научно-исследовательский институт в Москве, занимающийся проблемами биологического синтеза белковых веществ. Институт был создан постановлением ВСНХ СССР от 7 сентября 1963 г. на базе Московского отделения Всесоюзного научно-исследовательского института гидролизной и сульфитно-спиртовой промышленности. Разработка белково-витаминного концентрата, основного продукта будущей микробиологической промышленности, предопределило создание Главного управления микробиологической промышленности в 1966 году, под ведомство которого перешёл ВНИИсинтезбелок.
Институт ещё до создания, будучи Московским отделением НИИГС, располагал производственно-научной базой и мог нарабатывать продукты в опытно-промышленных масштабах, в связи с чем запрос Главмикробиопрома на разработку технологий для будущих заводов по производству микробиологического белка, а именно кормовых дрожжей, в том числе БВК, был сделан именно ВНИИсинтезбелку.
Главный вклад института в период нахождения в ведомстве Главмикробиопрома и Минмедбиопрома состоит в разработке технологии для всех восьми заводов по производству белково-витаминных концентратов разных видов (паприна, гаприна, меприна, эприна). Институт имел филиалы в рабочем посёлке Светлый Яр (Волгоградская область) и городе Краснодаре, Волгоградский и Северо-Кавказский филиалы соответственно.

## Крупные выполненные проекты
- Разработка технологии для Уфимского опытно-промышленного завода БВК (1967—1968);
- Разработка технологии для Новогорьковского (впоследствии Кстовского) опытно-промышленного завода БВК (1969). В этом проекте были разработаны первые технологические схемы производства БВК среднего тоннажа (60 тысяч тонн в год). Гипробиосинтезом также были разработаны и выполнены первые проекты типовых зданий и корпусов административного и производственного назначения.
- Разработка технологии для Светлоярского завода БВК (1970). Проект: 200 тысяч тонн в год, опытно-промышленный блок «Б» 70 тысяч тонн в год. В этом проекте были разработаны первые технологические схемы производства БВК крупного тоннажа. Гипробиосинтез также разработал принципиально новые проекты зданий административного и производственного назначения. Из нового: вариант крупнотоннажного комплекса, состоящего из цеха биосинтеза (ферментации), спаренного с цехом сгущения (сепарации и выпарки) с двухсторонним выносом ферментеров Б-50 за южный и северный фасады; крупнотоннажный цех сушки и новый вариант крупного административно-бытового корпуса, которые будут впоследствии использованы на Башкирском биохимическом комбинате.
- Разработка технологии для Башкирского биохимического комбината (1971—1972); Проект: 240 тысяч тонн в год. Проект объединённого цеха биосинтеза и сгущения модернизирован.
- Разработка технологии для Ангарского завода БВК (1971—1972). Проект: 120 тысяч тонн в год. Технологии адаптированы для принципиально нового проекта и будут применены для последующих заводов примерно от 70 тысяч до 150 тонн годовой мощности;
- Разработка технологии для Киришского БХЗ (1971—1972). Проект: 70 тысяч тонн в год, далее предположительно 90-100 тысяч тонн в год. Проект отличен высоким уровнем сбалансированности по компоновке и исполнению цехов и зданий. Так, например, технологи вернулись к варианту цеха биосинтеза и сгущения в рамках единого спаренного здания, а также компрессорной станции, что позволяет компактизировать производство. В противовес этому стоит отметить неудачно и чересчур далёкое расположение цехов питательных солей, упаковки и отгрузки. Также применены надземные галереи (переходы между зданиями);
- Разработка технологии для Новополоцкого завода БВК имени 60-летия СССР (1974—1975). Проект: 60 тысяч тонн в год, далее 150 тысяч тонн в год. Принципиально новая технологическая схема на макроуровне (уровень производственной единицы). Применен новый проект цеха биосинтеза и сушки, модернизирован киришский вариант цеха сгущения. Технологически, проект завода примечателен нестандартной схемой многократной перекачки обрабатываемого продукта (биомассы на разных стадиях приготовления, сгущения) вокруг комплекса действующих цехов, что можно считать за серьёзный недостаток проекта, хотя он и компенсируется компактностью и относительно короткой длиной МЦК (межцеховых коммуникаций);
- Разработка технологии для Мозырского завода кормовых дрожжей (БВК) (1977—1977); Проект, итого: 310—360 тысяч тонн. Самый «крупнотоннажный» проект ВНИИсинтезбелка. Здесь реализованы принципиально новые проекты для всех основных производственных цехов.
- Разработка технологии для Кременчугского завода БВК (конец 70-х, до 1980); Проект I очереди: 70 тысяч тонн в год, со II очередью 150 тысяч тонн в год. Последний известный советский проект, в котором участвовал ВНИИсинтезбелок.
- Разработка технологии провита для Новополоцкого завода БВК (2000—2003). Проект: 30 тысяч тонн в год. Уникальный опыт перепрофилирования производства БВК на производство гидролизных кормовых добавок. Цех сгущения переделан в гидролизный цех, на первом этаже сооружён склад леса. Оставлено три ферментёра и две сушильные установки, остальное демонтировано.

## История
История института начинается с создания Московского отделения Всесоюзного научно-исследовательского института гидролизной и сульфитно-спиртовой промышленности (ВНИИГС), головной штаб которого находился в Ленинграде. Создано распоряжением Совета Народных Комиссаров СССР от 5 марта 1944 г. и занималось гидролизом растительного сырья, получением многоатомных спиртов из растительных отходов сельского хозяйства.
Отделение находилось в ведении:
- Главлесоспирта при Совете Народных Комиссаров — Совете Министров СССР

(1944—1946,1947-1948);
- Министерства вкусовой промышленности СССР (1946—1947);
- Министерства лесной и бумажной промышленности СССР (1948—1951, 1953—1954);
- Министерства бумажной и деревообрабатывающей промышленности СССР (1951-

1953, 1954—1957);
- Министерства бумажной и деревообрабатывающей промышленности РСФСР (1957-

1958);
- Госплана РСФСР (1958—1960);
- ВСНХ (1960—1962);
- Госкомитета Совета Министров СССР по лесной, целлюлозно-бумажной,

деревообрабатывающей промышленности и лесному хозяйству (1962—1963);
- Госкомитета по лесной, целлюлозно-бумажной, деревообрабатывающей

промышленности и лесному хозяйству при Госплане СССР (1963).
Постановлением ВСНХ СССР от 7 сентября 1963 г. на базе отделения создан институт ВНИИсинтезбелок.
Институт находился в ведении:
- Госкомитета по лесной, целлюлозно-бумажной, деревообрабатывающей

промышленности и лесному хозяйству при Госплане СССР (1963);
- Госкомитета химической и нефтяной промышленности при Госплане СССР (1963-

1964);
- Госкомитета нефтеперерабатывающей и нефтехимической промышленности при

Госплане СССР (1964—1965);
- Министерства нефтеперерабатывающей и нефтехимической промышленности

СССР (1965—1966);
- Главного управления микробиологической промышленности при Совете Министров

СССР (1966—1985).
- Министерства медицинской и микробиологической промышленности СССР (1985—1989).

После процессов ликвидации микробиологической отрасли в СССР в 1989 году, распада СССР и финансового голодания у всех предприятий бывшего Минмедбиопрома в институте ВНИИсинтезбелок также начались значительные сокращения штата, филиалов и заказов: были закрыты Волгоградский и Северо-Кавказский филиалы. Институт был реорганизован в ФГУП «ГосНИИсинтезбелок». Первым крупным заказом на разработку технологий оказался проект по реконструкции Новополоцкого завода БВК на производство кормовой добавки «Провит». Проект был разработан совместными усилиями специалистов из Новополоцка и Москвы в начале 2000-х, и уже в декабре 2003 году началась реконструкция. В 2004 году начались пусконаладочные работы. В 2009 году завод вошёл в число победителей, провит[уточнить] — в престижный топ товаров-лауреатов в номинации «Продукция производственно-технического назначения», что по сути укрепило статус и повысило опыт разработки крупных технологических проектов в условиях рыночной экономики РФ в период 00-х годов. В 2012 году Новополоцкий завод БВК был закрыт вновь и навсегда.
На момент 2022 года является ОАО "Государственный научно-исследовательский институт биосинтеза белковых веществ (ОАО «ГосНИИсинтезбелок»). Основные направления деятельности: гидролиз растительного сырья, получение многоатомных спиртов из растительных отходов сельского хозяйства.